# Konkláve v roce 2013

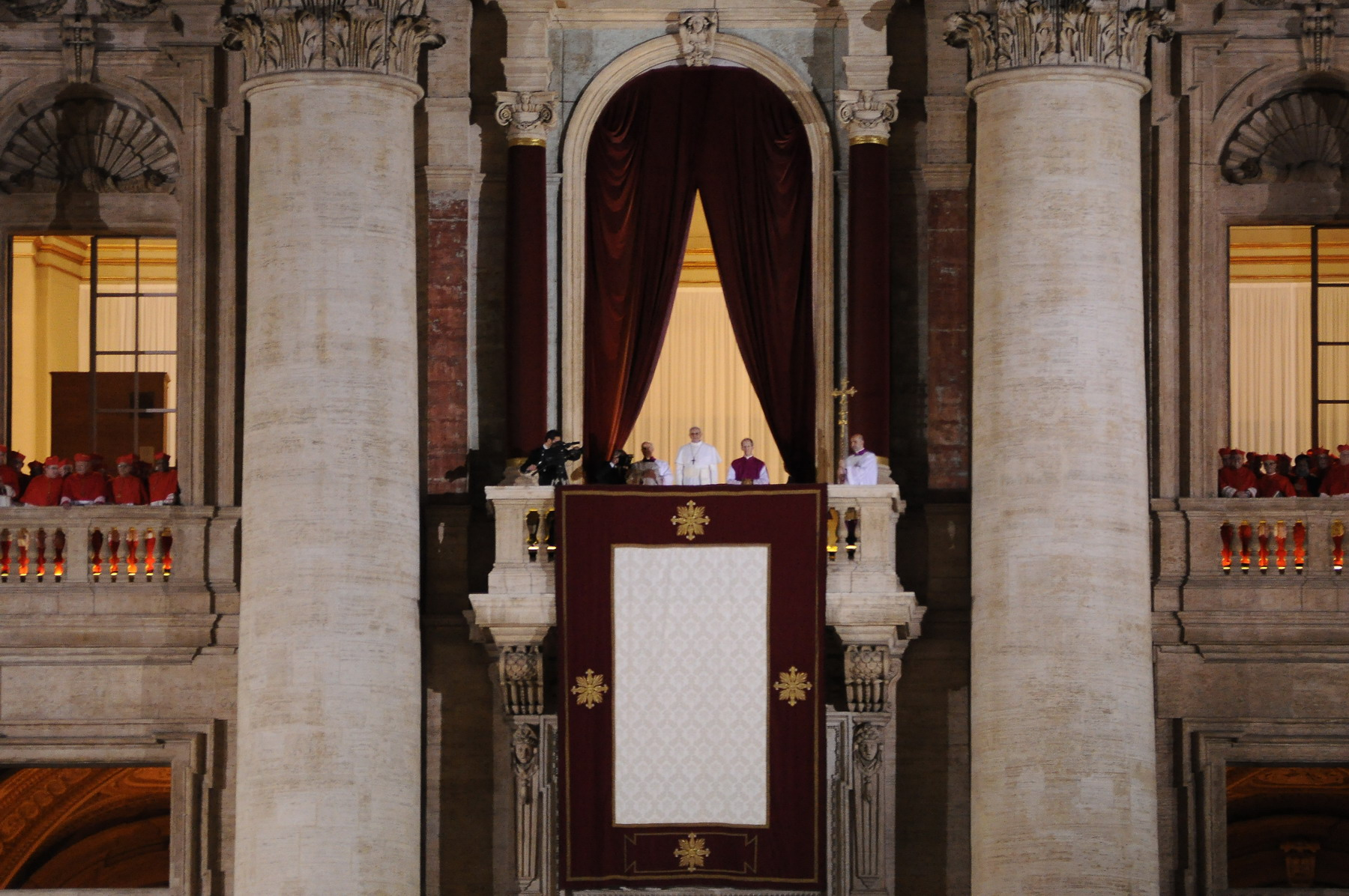
První vystoupení nově zvoleného papeže Františka v roce 2013

Papežské konkláve (italsky Il conclave del 2013) v roce 2013 se konalo v návaznosti na rezignaci papeže Benedikta XVI., která byla ohlášena 11. února 2013 a nastala 28. února t.r. ve 20:00 h SEČ. V celé historii římskokatolické církve se jednalo teprve o třetí konkláve, které se konalo během života předchozího papeže, neboť obvykle se konkláve koná v návaznosti na úmrtí papeže. V souladu s rozhodnutím, které učinila v pátek 8. března generální kongregace kardinálů, začalo konkláve slavnostní mší v úterý 12. března 2013. Dne 13. března 2013, ve druhý den konkláve, v páté volbě, byl zvolen argentinský kardinál Jorge Mario Bergoglio, který si zvolil jméno František.

## Rezignace Benedikta XVI.
Papež Benedikt XVI. vyhlásil 11. února 2013 svoji rezignaci k 28. únoru z důvodu úbytku sil. Svým rozhodnutím zaskočil většinu svých spolupracovníků i církve, neboť je obvyklé, že papežové slouží ve svém úřadě až do své smrti. Poslední papež, který rezignoval před Benediktem XVI., byl Řehoř XII. v roce 1415, kdy tak učinil víceméně z donucení za výjimečné situace, aby se vyřešilo papežské schizma. Poslední skutečně dobrovolná rezignace před Benediktem XVI. byla rezignace Celestýna V. v roce 1294. Jako první z papežů rezignoval Poncián v roce 235 (zároveň s ním se svých nároků vzdal Hippolyt Římský, který se také prohlašoval za papeže).
Benedikt XVI. odcestoval 28. února do papežské letní rezidence Castel Gandolfo a vyčkává zde několik týdnů na dokončení oprav svého příštího příbytku ve Vatikánu. Jeho vatikánské apartmá bylo zapečetěno.

## Načasování
Podle článku 37 apoštolské konstituce Universi Dominici Gregis by mělo být konkláve zahájeno 15 až 20 dní poté, kdy nastala sedisvakance, v tomto případě tedy 15 až 20 dní po 28. únoru. Časový odstup je nutný z logistických důvodů, neboť konkláve je obvykle svoláváno nečekaně po úmrtí stávajícího papeže, a je třeba poskytnout kardinálům z celého světa čas na přepravu do Vatikánu. Papež Benedikt XVI. ovšem vydal 25. února dokument motu proprio, kterým povolil dřívější začátek konkláve.

## Sbor volitelů

Při konkláve v roce 2013 byla více než polovina ze 115 volících kardinálů původem z Evropy, skoro čtvrtina celkového počtu byla z Itálie

Přestože bylo v době volby celkově 209 žijících kardinálů, potenciálních volitelů bylo mezi nimi pouze 117, protože kardinálové, kteří v den před uprázdněním papežského stolce (tj. 27. února 2013) byli starší než 80 let, už nebyli oprávněni volit. Německý kardinál Walter Kasper, který 80 let dosáhl teprve dne 5. března 2013, se konkláve mohl zúčastnit. Britský kardinál Keith O'Brien ovšem oznámil současně se svou rezignací na arcibiskupskou funkci, že se konkláve zúčastnit neplánuje. Konkláve se rovněž nezúčastnil indonéský kardinál Julius Riyadi Darmaatmadja SJ.

### Seznam volitelů
- Santos kardinál Abril y Castelló (kardinál-jáhen, dříve titulární arcibiskup)
- Geraldo Majella kardinál Agnelo (kardinál-kněz, emeritní arcibiskup v São Salvador da Bahia)
- George kardinál Alencherry (kardinál-kněz, syrsko-malabarský vyšší arcibiskup ernakulamsko-angamalský)
- Angelo kardinál Amato SDB (kardinál-jáhen, dříve titulární arcibiskup)
- Carlos kardinál Amigo Vallejo OFM (kardinál-kněz, emeritní arcibiskup sevillský)
- Ennio kardinál Antonelli (kardinál-kněz, bývalý arcibiskup florentský)
- Audrys Juozas kardinál Bačkis (kardinál-kněz, arcibiskup vilniuský)
- Angelo kardinál Bagnasco (kardinál-kněz, arcibiskup janovský)
- Philippe Xavier Ignace kardinál Barbarin (kardinál-kněz, arcibiskup lyonský)
- Jorge Mario kardinál Bergoglio SJ (kardinál-kněz, arcibiskup v Buenos Aires)
- Giuseppe kardinál Bertello (kardinál-jáhen, dříve titulární arcibiskup)
- Tarcisio Pietro Evasio kardinál Bertone SDB (kardinál-biskup, bývalý arcibiskup janovský)
- Giuseppe kardinál Betori (kardinál-kněz, arcibiskup florentský)
- Josip kardinál Bozanić (kardinál-kněz, arcibiskup záhřebský)
- Seán Baptist kardinál Brady (kardinál-kněz, arcibiskup armaghský)
- João kardinál Braz de Aviz (kardinál-jáhen, bývalý arcibiskup v Brasílii)
- Raymond Leo kardinál Burke (kardinál-jáhen, bývalý arcibiskup saintlouiský)
- Carlo kardinál Caffarra (kardinál-kněz, arcibiskup boloňský)
- Domenico kardinál Calcagno (kardinál-jáhen, bývalý biskup savonsko-nolský a osobní arcibiskup)
- Antonio kardinál Cañizares Llovera (kardinál-kněz, bývalý arcibiskup toledský)
- Juan Luis kardinál Cipriani Thorne (kardinál-kněz, arcibiskup limský)
- Francesco kardinál Coccopalmerio (kardinál-jáhen, dříve titulární arcibiskup)
- Thomas Christopher kardinál Collins (kardinál-kněz, arcibiskup torontský)
- Angelo kardinál Comastri (kardinál-jáhen, bývalý arcibiskup loretánský)
- Paul Josef kardinál Cordes (kardinál-jáhen, dříve titulární arcibiskup)
- Raymundo kardinál Damasceno Assis (kardinál-kněz, arcibiskup aparecidský)
- Godfried kardinál Danneels (kardinál-kněz, emeritní arcibiskup mechelensko-bruselský)
- Julius Riyadi kardinál Darmaatmadža SJ (kardinál-kněz, emeritní arcibiskup džakartský)
- Velasio kardinál De Paolis CS (kardinál-jáhen, dříve titulární arcibiskup)
- Ivan kardinál Dias (kardinál-kněz, bývalý arcibiskup bombajský)
- Daniel Nicholas kardinál DiNardo (kardinál-kněz, arcibiskup galvestonsko-houstonský)
- Timothy Michael kardinál Dolan (kardinál-kněz, arcibiskup newyorský)
- ThLic. Jaroslav Dominik kardinál Duka OP (kardinál-kněz, arcibiskup pražský)
- Stanisław kardinál Dziwisz (kardinál-kněz, arcibiskup krakovský)
- Willem Jacobus kardinál Eijk (kardinál-kněz, arcibiskup utrechtský)
- Péter kardinál Erdő (kardinál-kněz, arcibiskup ostřihomsko-budapešťský)
- Francisco Javier kardinál Errázuriz Ossa (kardinál-kněz, emeritní arcibiskup v Santiagu de Chile)
- Raffaele kardinál Farina SDB (kardinál-jáhen, dříve titulární arcibiskup)
- Fernando kardinál Filoni (kardinál-jáhen, dříve titulární arcibiskup)
- Francis Eugene kardinál George OMI (kardinál-kněz, arcibiskup chicagský)
- Oswald kardinál Gracias (kardinál-kněz, arcibiskup bombajský)
- Zenon kardinál Grocholewski (kardinál-kněz, dříve titulární arcibiskup)
- James Michael kardinál Harvey (kardinál-jáhen, titulární arcibiskup)
- Cláudio kardinál Hummes OFM (kardinál-kněz, bývalý arcibiskup sãopaulský)
- Walter kardinál Kasper (kardinál-kněz, bývalý biskup rottenbursko-stuttgartský)
- Kurt kardinál Koch (kardinál-jáhen, bývalý biskup basilejský)
- Giovanni kardinál Lajolo (kardinál-jáhen, dříve titulární arcibiskup)
- Karl kardinál Lehmann (kardinál-kněz, biskup mohučský)
- William Joseph kardinál Levada (kardinál-jáhen, bývalý arcibiskup sanfranciský)
- Nicolás de Jesús kardinál López Rodríguez (kardinál-kněz, arcibiskup v Santo Domingu)
- Roger Michael kardinál Mahony (kardinál-kněz, emeritní arcibiskup losangeleský)
- Lluís María kardinál Martínez i Sistach (kardinál-kněz, arcibiskup barcelonský)
- Reinhard kardinál Marx (kardinál-kněz, arcibiskup mnichovsko-freisinský)
- Joachim kardinál Meisner (kardinál-kněz, arcibiskup kolínský)
- Laurent kardinál Monsengwo Pasinya (kardinál-kněz, arcibiskup kinshaský)
- Manuel kardinál Monteiro de Castro (kardinál-jáhen, dříve titulární arcibiskup)
- Francesco kardinál Monterisi (kardinál-jáhen, dříve titulární arcibiskup)
- Antonios kardinál Naguib (kardinál-biskup, emeritní koptský patriarcha alexandrijský)
- Wilfrid Fox kardinál Napier OFM (kardinál-kněz, arcibiskup durbanský)
- Attilio kardinál Nicora (kardinál-jáhen, bývalý biskup veronský)
- John kardinál Njue (kardinál-kněz, arcibiskup nairobský)
- Kazimierz kardinál Nycz (kardinál-kněz, arcibiskup varšavský)
- Edwin Frederick kardinál O'Brien (kardinál-jáhen, bývalý arcibiskup baltimorský)
- Keith Michael Patrick kardinál O'Brien (kardinál-kněz, arcibiskup svatoondřejsko-edinburský)
- Anthony Olubunmi kardinál Okogie (kardinál-kněz, emeritní arcibiskup lagoský)
- Seán Patrick kardinál O'Malley OFMCap (kardinál-kněz, arcibiskup bostonský)
- John Olorunfemi kardinál Onaiyekan (kardinál-kněz, arcibiskup abujský)
- Jaime Lucas kardinál Ortega y Alamino (kardinál-kněz, arcibiskup havanský)
- Marc kardinál Ouellet PSS (kardinál-kněz, bývalý arcibiskup québecký)
- Albert Malcolm Ranjith kardinál Patabendige Don (kardinál-kněz, arcibiskup kolombský)
- George kardinál Pell (kardinál-kněz, arcibiskup sydneyský)
- Polycarp kardinál Pengo (kardinál-kněz, arcibiskup v Dar es Salaam)
- Gioan Baotixita kardinál Phạm Minh Mẫn (kardinál-kněz, arcibiskup v Ho Či Minově Městě)
- Mauro kardinál Piacenza (kardinál-jáhen, dříve titulární arcibiskup)
- Severino kardinál Poletto (kardinál-kněz, emeritní arcibiskup turínský)
- José da Cruz kardinál Policarpo (kardinál-kněz, patriarcha lisabonský)
- Vinko kardinál Puljić (kardinál-kněz, arcibiskup vrchbosenský)
- Béchara Butrus kardinál Raï OMM (kardinál-biskup, maronitský patriarcha antiochijský v Bkerké)
- Gianfranco kardinál Ravasi (kardinál-jáhen, dříve titulární arcibiskup)
- Giovanni Battista kardinál Re (kardinál-biskup, dříve titulární arcibiskup)
- Jean-Pierre Bernard kardinál Ricard (kardinál-kněz, arcibiskup bordeauxský)
- Justin Francis kardinál Rigali (kardinál-kněz, emeritní arcibiskup filadelfský)
- Norberto kardinál Rivera Carrera (kardinál-kněz, arcibiskup mexický)
- Francisco kardinál Robles Ortega (kardinál-kněz, arcibiskup guadalajarský)
- Franc kardinál Rodé CM (kardinál-jáhen, bývalý arcibiskup lublaňský)
- Óscar Andrés kardinál Rodríguez Maradiaga SDB (kardinál-kněz, arcibiskup tegucigalpský)
- Paolo kardinál Romeo (kardinál-kněz, arcibiskup palermský)
- Antonio María kardinál Rouco Varela (kardinál-kněz, arcibiskup madridský)
- Stanisław Marian kardinál Ryłko (kardinál-jáhen, dříve titulární arcibiskup)
- Rubén kardinál Salazar Gómez (kardinál-kněz, arcibiskup bogotský)
- Juan kardinál Sandoval Íñiguez (kardinál-kněz, emeritní arcibiskup guadalajarský)
- Leonardo kardinál Sandri (kardinál-jáhen, dříve titulární arcibiskup)
- Robert kardinál Sarah (kardinál-jáhen, bývalý arcibiskup conakerský)
- Paolo kardinál Sardi (kardinál-jáhen, dříve titulární arcibiskup)
- Théodore-Adrien kardinál Sarr (kardinál-kněz, arcibiskup dakarský)
- Angelo kardinál Scola (kardinál-kněz, arcibiskup milánský)
- Crescenzio kardinál Sepe (kardinál-kněz, arcibiskup neapolský)
- Odilo Pedro kardinál Scherer (kardinál-kněz, arcibiskup sãopaulský)
- Christoph Maria Michael Hugo Damian Peter Adalbert kardinál Schönborn OP (kardinál-kněz, arcibiskup vídeňský)
- Luis Antonio Gokim kardinál Tagle (kardinál-kněz, arcibiskup manilský)
- Jean-Louis Pierre kardinál Tauran (kardinál-jáhen, dříve titulární arcibiskup)
- Julio kardinál Terrazas Sandoval CSsR (kardinál-kněz, arcibiskup v Santa Cruz de la Sierra)
- Dionigi kardinál Tettamanzi (kardinál-kněz, emeritní arcibiskup milánský)
- Isaac Baselios Cleemis Thottunkal (kardinál-kněz, syrsko-malankarský vyšší arcibiskup thiruvananthapuramský)
- John kardinál Tong Hon (kardinál-kněz, biskup hongkongský)
- Telesphore Placidus kardinál Toppo (kardinál-kněz, arcibiskup ránčíský)
- Jean-Claude kardinál Turcotte (kardinál-kněz, emeritní arcibiskup montrealský)
- Peter Kodwo Appiah kardinál Turkson (kardinál-kněz, bývalý arcibiskup v Cape Coast)
- Jorge Liberato kardinál Urosa Savino (kardinál-kněz, arcibiskup caracaský)
- Agostino kardinál Vallini (kardinál-kněz, bývalý biskup albanský)
- Antonio Maria kardinál Vegliò (kardinál-jáhen, dříve titulární arcibiskup)
- Raúl Eduardo kardinál Vela Chiriboga(kardinál-kněz, emeritní arcibiskup quitský)
- Giuseppe kardinál Versaldi (kardinál-jáhen, bývalý biskup alessandrijský a osobní arcibiskup)
- André Armand kardinál Vingt-Trois (kardinál-kněz, arcibiskup pařížský)
- Rainer Maria kardinál Woelki (kardinál-kněz, arcibiskup berlínský)
- Donald William kardinál Wuerl (kardinál-kněz, arcibiskup washingtonský)
- Gabriel kardinál Zubeir Wako (kardinál-kněz, arcibiskup chartúmský)

## Odhady výsledku volby
Mezi odhady výsledku volby zveřejňovanými v médiích byly nejkonkrétnějšími kursy sázkových kanceláří, pro něž se volba papeže stala jednou z nejvýznamnějších mimosportovních událostí roku. Podle článků čerpajících ze zprávy ČTK z počátku března byli pro většinu sázkových kanceláří (z nichž byly zmíněny kursy jedné irské a jedné britské) mírnými favority volby kardinálové Angelo Scola a Peter Turkson (s kursy 2:1 až 3:1), za nimiž následovali Tarcisio Bertone, Marc Ouellet a Angelo Bagnasco. České sázkové kanceláře vyhlásily bezprostředně po Benediktově ohlášení abdikace kursy, podle nichž favority byli (v různém pořadí) Francis Arinze, Marc Ouellet a Peter Turkson s kursy kolem 4:1 až 5:1; kurs Dominika Duky byl 500:1 či 1000:1, kurs Miloslava Vlka u Chance 300:1. Na kardinála Bergoglia, budoucího papeže, vyhlásil Tipsport nejprve kurs 50:1 a poté ho snížil na 25:1; sázky na tohoto kandidáta tvořily asi 1 % ze všech sázek na volbu papeže.
Italská média podle Českého rozhlasu zmiňovala kolem 10 kardinálů, kteří mohli být vhodnými kandidáty, a nejčastěji byli zmiňováni Angelo Scola a Timothy Dolan, dále například Odilo Pedro Scherer.
Podle komentáře Petra Živného papež Benedikt XVI. zvlášť zviditelnil a tím nepřímo doporučil Angela Scolu, když jej postavil do čela milánské arcidiecéze, a Gianfranca Ravasiho, kterého v roce 2013 pověřil postními duchovními cvičeními pro římskou kurii a který podle Živného převyšuje svými mimořádnými kvalitami po všech stránkách ostatní kardinály voliče. Dalšími zmíněnými italskými kandidáty byli Giuseppe Betori, Francesco Coccopalmerio (jako nejliberálnější ze zmíněných), z neitalských pak Američan James Michael Harvey a tradicionalistický Kanaďan Marc Ouellet.

## Průběh
Ačkoliv kardinálové mají přísně zakázáno sdělovat informace o průběhu konkláve, jako obvykle se dodatečně různá tvrzení v médiích objevila. Podle nich v rozhodujícím kole získal Bergoglio 90 hlasů ze 115. Deník Corriere della Sera s odvoláním na anonymní zdroje označil jeho překvapivě rychlý úspěch za výsledek dohody skupiny volitelů kolem státního sekretáře Tarcisia Bertoneho a amerických kardinálů, kteří nechtěli v čele církve Itala Angela Scolu. K tomu, že zvolený kandidát v médiích nebyl zmiňován mezi žhavými kandidáty, řekl vídeňský kardinál Christoph Schönborn: „Novináři Bergogliovo jméno neregistrovali. K tomu můžu říci jen to, že Bergoglio by nebyl v pátém kole zvolen papežem, pokud by nebyl favoritem od začátku“.

## Výsledek
Dne 13. března 2013, ve druhý den konkláve, krátce po sedmé hodině (19:07) začal z komína Sixtinské kaple stoupat bílý kouř. Zhruba ve čtvrt na devět vystoupil na lodžii požehnání baziliky sv. Petra kardinál-protojáhen Jean-Louis Tauran a oznámil zvolení Jorga Maria Bergoglia, který si zvolil jméno František.

## Kouřové znamení
Po zkušenostech z roku 2005, kdy se nepodařilo vyvolat správnou barvu kouře, jímž se signalizuje výsledek hlasování, a kouř měl neurčitou šedou barvu, byla v roce 2013 pro každou barvu kouře určena jiná kamna a barva kouře byla, podle agentury AFP, řízena chemickými přísadami. Pro vyvolání černého kouře se používá směs chloristanu draselného, antracenu a síry, pro vyvolání bílého kouře směs chlorečnanu draselného, laktózy a kalafuny.